# Wendy O. Williams
Wendy Orlean Williams (28 de maio de 1949 – 6 de abril de 1998), mais conhecida como Wendy O. Williams, foi a líder da banda punk Plasmatics, cuja performance em palco incluía explosão de equipamentos, nudez e outras coisas.
Apelidada de "A Rainha do Shock Rock", Williams era considerada a mais controversa e radical vocalista de seus tempos. Ela usava também um moicano como corte de cabelo. Williams foi indicada ao Grammy em 1985, por melhor vocal feminino no rock'n'roll (época em que sua banda mostrava grande popularidade).
Sua banda era formada por Jean Beauvoir, Chosei Funahara, Stu Deutsch, Chris Romanelli, Wendy O. Williams, Richie Stotts, Wes Beech. Pessoal este bem mal-encarado que tocava um punk rock bem pesado com grande tendência ao hard rock.
A carreira da banda começou em 1978 e durou dez anos - nesse meio tempo, tanto a banda quanto a cantora colaboraram com grupos como Kiss e Motörhead. 

## Biografia
Williams nasceu em Webster, no estado de New York. Ela frequentou a R.L. Thomas High School (uma escola pública da cidade de Webster), mas aparentemente abandonou a escola antes de se graduar. Aos 16 anos de idade, ela pegou carona até o Colorado, onde ela ganhava dinheiro vendendo biquínis. Ela foi para a Flórida e também para a Europa, onde trabalhou como cozinheira macrobiótica em Londres e também como dançarina de um grupo egípcio. Em 1976, ela chegou ao Port Authority Bus Terminal, na cidade de Nova York, onde ela viu um anúncio musical de Rod Swenson. Ela atendeu ao anúncio e entrou em contato com Swenson, mais conhecido como Capitão Kink. Uma química nasceu entre eles, e Williams, na época com apenas 22 anos de idade, iniciou um relacionamento com ele. Dois anos mais tarde, essa relação deu origem ao Plasmatics.
Em janeiro de 1981, a polícia de Milwaukee prendeu Wendy por simular sexo no palco. Os policiais também a indiciaram por conduta ofensiva, porém ela conseguiu se livrar dessa acusação. Mais tarde, porém naquele mesmo ano, em Cleveland, Wendy foi absolvida de uma acusação de obscenidade por simular sexo em pleno palco, usando apenas creme de barbear para cobrir as suas parte íntimas (nos shows seguintes, a fim de evitar problemas com a polícia, ela começou a cobrir os seus mamilos com fita crepe preta).
Em novembro, num show feito em Illinois, o juiz deu a Wendy uma sentença de um ano em supervisão e multa de US$ 35 dólares, após ela agredir um fotógrafo freelance que tentava tirar uma foto dela enquanto ela corria próximo ao lado de Chicago.
Enquanto isso, o Plasmatics fazia turnê ao redor do mundo. Em Londres, a imprensa enquadrou a banda como sendo "anarquistas", o que fez com que um show deles fosse cancelado na cidade. Durante a filmagem do programa "Second City Television", levado ao ar pela NBC, os produtores do programa chegaram a afirmar que não levariam o programa ao ar se Wendy não trocasse de roupa e escondesse os seus seios. Williams se recusou. Foi assim que os maquiadores do programa decidiram pintar os seus seios com tinta preta.
Em 1984, ela lançou o álbum "W.O.W.", produzido por Gene Simmons do Kiss. Os membros do Kiss, Paul Stanley, Ace Frehley, Eric Carr e Vinnie Vincent, também chegaram a participar das gravações do álbum. 
Em 1985, Wendy foi convidada do programa "The Rocky Horror Show". Já em 1986, Wendy participou de um filme independente de Tom DeSimone, o famoso Reform School Girls, onde ela tem o papel de destaque. Ela e Rod Swenson não gostaram do filme quando ele estreou, entretanto os produtores haviam escutado o segundo álbum solo de Wendy, o "Kommander of Kaos", e tiveram a ideia de incluir 3 faixas do álbum no filme.
A última turnê do Plasmatics ocorreu em 1988. Nesse mesmo ano, Wendy gravou outro álbum solo, o barulhento "Deffest and Baddest", sob o nome de "Ultrafly and the Hometown Girls." Em 1990, Wendy O. Williams apareceu no filme "Pucker Up and Bark Like a Dog", do diretor Paul S. Parco.
A última vez que Wendy tocou uma música do Plasmatics, ocorreu devido ao pedido de Joey Ramone. Ao vivo (e pela última vez), ela cantou "Masterplan" ao lado de Richie Stotts, quando a banda de Richie abriu um show para os Ramones na virada de ano de 1988.

## Vida pessoal
Apesar da reputação de ser uma artista assustadora, Wendy O. Williams - em sua vida particular - era extremamente dedicada ao Bem-estar animal, uma paixão que incluía também dieta vegetariana, o que fez com que ela trabalhasse também como reabilitador de animais selvagens e ativista de comidas naturais.

## Após o Plasmatics
Em 1991, Williams se mudou para Storrs, em Connecticut, onde ela viveu com seu companheiro de muitos anos e empresário, Rod Swenson, e trabalhou em uma reabilitação de animais e também em uma loja de comida saudável em Manchester, também em Connecticut.
Williams suicidou aos 48 anos, no ano de 1998, em uma área arborizada próximo à sua casa em Storrs, Connecticut, e seu corpo foi encontrado por sua empresária e companheira. Isso foi o que ela escreveu na nota de suicídio em relação à sua decisão:
| “ | Eu não acho que as pessoas devem tirar sua própria vida sem uma profunda reflexão por um considerável período de tempo. Entretanto, eu acredito piamente que todos têm o direito de fazer isso em uma sociedade livre. Para mim, o mundo não faz sentido, mas meus sentimentos a respeito do que eu estou fazendo tocam alto e limpo para o interior de um ouvido e um lugar onde onde eu não estou, há apenas a calma. | ” |

Gene Simmons, Joey Ramone e muitos outros artistas publicaram declarações a respeito da morte de Wendy. No álbum ao vivo do Motörhead, o Everything Louder Than Everyone Else (de 1999), Lemmy Kilmister, antes de tocar a música "No Class", diz que gostaria de dedicar essa música oficialmente a ela.
No dia 18 de maio, um memorial foi montado no CBGB. Diversos músicos que tocaram com Wendy, principalmente os membros do Plasmatics, comparecem à cerimônia.

## Discografia

### Com os Plasmatics
- Butcher Baby/Fast Food Service (ao vivo)/Concrete Shoes (ao vivo) (1978)
- Meet The Plasmatics (1979)
- Dream Lover/Corruption/Want You Baby (1979)
- Butcher Baby/Tight Black Pants (Live) (1980)
- Butcher Baby EP (1980)
- Monkey Suit/Squirm (Live) (1980)
- New Hope for the Wretched (1980)
- Beyond the Valley of 1984 (1981)
- Metal Priestess (1981)
- Coup d'Etat (1982)
- Maggots: The Record (1987)
- Coup de Grace (2000)
- Put Your Love in Me: Love Songs for the Apocalypse (2002)
- Final Days: Anthems for the Apocalypse (2002)

### Carreira Solo

#### Álbuns
- W.O.W. (LP, 1984)
- Kommander of Kaos (LP, 1986)
- Deffest! and Baddest! (LP, 1988)

#### Coletânea
- Fuck You!!! And Loving It: A Retrospective (LP, 1988)

#### Singles/EPs
- Stand by Your Man EP (7" EP, 1982) -  com participação de Lemmy (do Motörhead)
- "It's My Life"/"Priestess" (7" single, 1984)
- Fuck 'N' Roll (ao vivo) (Cassette EP, 1985)

#### Video
- Bump 'n' Grind (ao vivo) (DVD, 2006)

Aparição especial
- "No Class" - No vídeo The Birthday Party (do Motörhead)

## Filmografia

### Como atriz
- MacGyver (Harry's Will) interpretando "Big Mama" (1990)
- Pucker Up and Bark Like a Dog interpretando "Butch" (1990)
- The New Adventures of Beans Baxter (A Nightmare on Beans' Street) interpretando "Machine Gun Woman" (1987)
- The New Adventures of Beans Baxter (Beans' First Adventure: Part 1) interpretando "Conju" (1987)
- The New Adventures of Beans Baxter (Beans' First Adventure: Part 2) interpretando "Conju" (1987)
- Reform School Girls interpretando "Charlie Chambliss" (1986)
- 800 Fantasy Lane (nome não creditado) interpretando "A garota jogando tênis" (1979)
- Candy Goes to Hollywood interpretando a si mesma (1979)

### Trilha-sonora
- Legend of Billie Jean executando a música "It's My Life" (1985)